# R Волос Вероники
R Волос Вероники (лат. R Comae Berenices) — двойная звезда в созвездии Волос Вероники на расстоянии (вычисленном из значения параллакса) приблизительно 3544 световых лет (около 1087 парсек) от Солнца. Видимая звёздная величина звезды — от +14,6m до +7,1m.

## Характеристики
Первый компонент — красный гигант, пульсирующая переменная звезда, мирида (M) спектрального класса M5e-M8ep, или M5e-M7e, или M5, или M8e, или Me. Масса — около 0,557 солнечной, радиус — около 547,286 солнечного, светимость — около 7480 солнечной*. Эффективная температура — около 3294 K.
Второй компонент — красный карлик спектрального класса M. Масса — около 110,21 юпитерианской (0,1052 солнечной). Удалён в среднем на 1,23 а.е..